# بطارية ألومنيوم وهواء
بطارية ألمنيوم-هواء هي مدخرة تنتج طاقة من تفاعل الأكسيجين في الهواء مع الألمنيوم. وهي تمتلك واحدة من أعلى كثافات الطاقة في البطاريات، ولكنها ليست منتشرة الاستعمال بسبب ارتفاع اسعارها، العمر الأفتراضي، وقت التشغيل، وإزالة المخلفات الثانوية، التي قللت من استخدامها رئيسيًا للاستخدامات العسكرية. المركبات الكهربائية التي تستخدم هذه البطارية تملك جهد ما يقارب عشرة إلى خمس عشر مرة ضعف بطاريات حامض الرصاص مع زيادة قلبلة بالحجم.
بطاريات هواء الألمنيوم أو بطاريات الألمنيوم الهوائية هي بطارية رئيسية، i.e. غير قابلة لاعادة الشحن. ما انيستهلك انود الألمنيوم بتأكسده مع هواء الوسط الجارجي عند الكاثود المغموس في محلول قاعدي الكتروليتي لتكوين أكسيد الألمنيوم المائي، البطارية تتوقف عن إنتاج الطاقة الكهربائية. من ناحية أخرى، من الممكن إعادة شحن البطارية ميكانيكيا أنود أمنيوم جديد منتج من إعادة تدوير أكسيد الألمنيوم المائي. مثل هذه إعادة تدوير ستكون رئيسية إذا كانت بطاريات الألمنيوم الهوائية منتشرة.

## الكهربائية الكيميائية
تأكسد الأنود نصف تفاعل هو Al + 3OH− → Al(OH)3 + 3e− +2.31 V.[بحاجة لمصدر]
تفاعل الكاثود هو O2 + 2H2O + 4e− → 4OH− +0.40 V.
4Al + 3O2 + 6H2O → 4Al(OH)3 + 2.71 V.
إجمالي التفاعل ما يقارب 1.2 فولت فرق جهد الذي يتكون من هذه التفاعلات، والذي يمكن تحقيقة بوساطلة هيدروكسيد البوتاسيوم كعامل الكتروليتي. الماء المالح يحقق ما يقارب0.7 لكل خلية.

## روابط خارجية
- Simple homemade aluminum-air battery
- Aluminum Air Fuel Cell Becoming Commercially Viable نسخة محفوظة 25 يوليو 2011 على موقع واي باك مشين.